# Hans Haas
Hans Haas (Viena, Àustria, 1906 - Viena, 1973) fou un aixecador austríac, guanyador de dues medalles olímpiques.

## Carrera esportiva
Va participar, als 21 anys, en els Jocs Olímpics d'Estiu de 1928 realitzats a Amsterdam (Països Baixos), on va aconseguir guanyar la medalla d'or en la prova masculina de pes lleuger (-67.5 kg.), empatat amb l'alemany Kurt Helbig. En els Jocs Olímpics d'Estiu de 1932 realitzats a Los Angeles (Estats Units) aconseguí guanyar la medalla de plata en aquesta mateixa disciplina.
Al llarg de la seva carrera guanyà els títols del Campionat d'Europa d'halterofília el 1930 i 1931.